# Campionato europeo di football americano Under-19 2006
Il campionato europeo di football americano Under-19 2006 (in lingua inglese 2006 EFAF European Junior Championship), noto anche come Svezia 2006 in quanto disputato in tale Stato, è stato la quinta edizione del campionato europeo di football americano per squadre nazionali maschili Under-19 organizzato dalla EFAF.
Ha avuto inizio il 22 luglio 2006, e si è concluso il 30 luglio 2006 allo Zinkensdamms Idrottsplats di Stoccolma.

## Stadi
Distribuzione degli stadi del campionato europeo di football americano Under-19 2006
| Stoccolma                | Zinkensdamms IP (Stoccolma) |
| ------------------------ | --------------------------- |
| Zinkensdamms IP          | Zinkensdamms IP (Stoccolma) |
| 59°18′56.16″N 18°03′00″E | Zinkensdamms IP (Stoccolma) |
| Capacità: 2 000          | Zinkensdamms IP (Stoccolma) |
| Altitudine: 15 m s.l.m.  | Zinkensdamms IP (Stoccolma) |
|                          | Zinkensdamms IP (Stoccolma) |

## Squadre partecipanti
| Pr. | Squadra   | Data di qualificazione | Qualificata in quanto                        | Ultima partecipazione |
| --- | --------- | ---------------------- | -------------------------------------------- | --------------------- |
| 1   | Francia   | 28 luglio 2004         | Prima classificata all'Europeo 2004          | Russia 2004           |
| 2   | Germania  | 29 luglio 2004         | Seconda classificata all'Europeo 2004        | Russia 2004           |
| 3   | Svezia    |                        | Nazione organizzarice                        | Russia 2004           |
| 4   | Austria   | 16 aprile 2006         | Vincitrice dello spareggio con l'Italia      | Russia 2004           |
| 5   | Danimarca | 22 aprile 2006         | Vincitrice dello spareggio con la Svizzera   | Russia 2004           |
| 6   | Finlandia | 6 maggio 2006          | Vincitrice dello spareggio con i Paesi Bassi | Russia 2004           |
| 7   | Rep. Ceca | 6 maggio 2006          | Vincitrice dello spareggio con la Spagna     | Russia 2004           |
| 8   | Russia    |                        |                                              | Russia 2004           |

## Gironi
| Girone A  | Girone B  |
| --------- | --------- |
| Francia   | Austria   |
| Russia    | Danimarca |
| Finlandia | Rep. Ceca |
| Svezia    | Germania  |

## Campione
| Campione Francia vincitrice del Campionato europeo di football americano Under-19 2006 (2º titolo) |